# Cécile Tormay
Cécile Tormay (ur. 8 października 1875 w Budapeszcie, zm. 2 kwietnia 1937 w Mátraháza) – węgierska pisarka i nowelistka.

## Życiorys
Debiutowała w 1911 powieścią Ludzie między kamieniami (węg. Emberek a kövek között), tłumaczoną od razu na kilka języków obcych. W 1914 napisała sagę Stary dom (A régi ház) ukazującą asymilację na Węgrzech niemieckiej, mieszczańskiej rodziny, która tam osiadła. W latach 1921–1922 napisała powieść w formie dziennika, zatytułowaną Księga tułaczy (Bujdosó könyv), która przyniosła jej duży sukces czytelniczy. Powieść ta traktuje o komunistycznej Węgierskiej Republice Rad z 1919 i opisuje jej genezę i przebieg w niezwykle krytyczny sposób. Była założycielką i redaktorem naczelnym prawicowego pisma Napkelet, które ukazywało się w latach 1923-1940. Pełniła też rolę przewodniczącej Narodowego Związku Kobiet Węgierskich. W 1934 rozpoczęła pisanie trylogii z czasu najazdów tatarskich, zatytułowanej Pradawny wysłannik (Az ősi küldött). Dzieła tego nie dokończyła – napisała tylko dwa pierwsze tomy.
Wydawała również tomy opowiadań, np. Woskowe figury (Viaszfigurák, 1918), czy Zegar stanął (Megállt az óra, 1924).